# Jacob Moe Rasmussen
Jacob Moe Rasmussen (født 19. januar 1975 på Amager) er en dansk forhenværende cykelrytter.
Rasmussen gjorde første gang for alvor opmærksom på sig selv med en etapesejr i 1999 i Vuelta a la Argentina, da han kørte for Acceptcard Pro Cycling. Senere vandt han også etapesejre i  2002 og 2003. Han har specielt haft stor succes i Fyen rundt som han vandt 4 gange i træk (i 2002, 2003, 2004 og 2005), men året efter kom Alex Rasmussen og tog sejren, hvorved Moe Rasmussen trådte et trin ned til 2. pladsen, og da Michael Berling i 2007 tog sejren, nåede Moe Rasmussen ikke i top 3. Jacob har også vist talent for banecykling, hvor han har vundet flere individuelle konkurrencer. Han er dog sluttet som banerytter efter 6-dagesløbet, hvor han fik en udmærket slutning ved sammen med sin partner Luke Roberts at slutte på 6. pladsen.
Rasmussen har i sin karriere opnået 43 etapesejre, og han har siden 2005 kørt for GLS. Før det har han tidlige kørt for holdene Ros Mary, Italien, Acceptcard Pro Cycling (Danmark), Memorycard - Jack & Jones  (Danmark), CSC-Tiscali (Danmark), Team Fakta (Danmark) og Team PH (Danmark).

## Sejre
- 1997: 0 sejre
- 1999: 1 sejr
- 2000: 0 sejre
- 2001: 0 sejre
- 2002: 3 sejre
- 2003: 6 sejre
- 2004: 8 sejre
- 2005: 8 sejre
- 2006: 9 sejre
- 2007: 4 sejre
- 2008: 5 sejre

### 1997-1998
Jacob Moe Rasmussen kørte som nyprofessionel for det italienske hold Ros Mary, hvor det ikke blev til nogen sejre.

### 1999
Dette år kørte han for Acceptcard Pro Cycling, hvor det blev til sejr på 2. etape af Vuelta a la Argentina.

### 2000-2001
Som rytter for MemoryCard – Jack & Jones opnåede Jacob Moe Rasmussen i 2000 ingen sejre, og et skift til CSC – Tiscali i 2001 gav heller førstepladser.

### 2002
I 2002 skiftede han til EDS – Fakta, og her vandt han følgende løb – alle danske:
- Brøndby CC/KCK-Herlev-løbet
- Charlottenlund
- Fyen Rundt

### 2003
Som rytter for Fakta vandt Jacob Moe Rasmussen følgende løb – igen alle på dansk grund:
- Allerød
- Brøndby CC/KCK-Herlev-løbet
- Charlottenlund
- Fyen Rundt
- GP Jyske Bank
- Hadsten

### 2004
På PH-holdet opnåede han følgende førstepladser: 
- Fyen Rundt
- Hammel
- Odder
- 3. etape Ringerike GP, Hønefoss (Norge)
- Silkeborg
- Sorø BC's Jubilæumsløb
- Viborg (b)
- Værløse

### 2005
Som GLS-rytter blev det i denne sæson til disse sejre, alle i Danmark:
- Aarhus (b)
- Aarhus GP
- Avedøre
- Fyen Rundt
- Gladsaxe
- Kalundborg
- Silkeborg
- Svendborg

### 2006
Også 2006 gav flere sejre for Moe Rasmussen hos GLS:
- Gladsaxe
- 4. etape Ringerike GP, Hønefoss (Norge)
- 5. etape Ringerike GP, Hønefoss (Norge)
- 3. etape Tour du Loir-Et-Cher "E. Provost", Vendome (Frankrig)
- 4. etape Tour du Loir-Et-Cher "E. Provost", Salbris (Frankrig)
- 5. etape Tour du Loir-Et-Cher "E. Provost", Blois (Frankrig)
- Slutklassement Tour du Loir-Et-Cher "E. Provost" (Frankrig)
- Vejle

### 2007
GLS 
- Prolog 2 dage ved Aarhus, Hasselager
- Allerød
- Ordrup
- Sorø
- Vandt desuden bakketrøjen i Post Danmark Rundt 2007

### 2008
I 2008 kørte Jacob Moe Rasmussen fortsat for GLS, nu under holdnavnet GLS – Pakke Shop, og det gav følgende sejre:
- Gladsaxe, Lynge
- Dansk mesterskab på landevej, holdløb, Kjellerup sammen med Bl.a Michael Mørkøv, Casper Jørgensen og Brian Vandborg.
- Allerød
- Samlet vinder af løbsserien Post Cup
- Dansk mesterskab på bane, holdforfølgelsesløb, sammen med Michael Mørkøv, Nikola Aistrup og Casper Jørgensen.